# Гусь-Хрустальний
Гусь-Хруста́льний (рос. Гусь-Хрустальный) — місто обласного підпорядкування в Російській Федерації, адміністративний центр Гусь-Хрустального району Владимирської області.
Населення міста становить 61 854 особи (2008; 67 121 в 2002, 12 тис. в 1914).

## Географія
Місто розташоване на річці Гусь, лівій притоці річки Ока басейну Волги. Навколо знаходяться великі лісові масиви та болота.

## Історія
Вперше поселення згадується в документах XVII століття. В 1756 році купці Мальцови в урочищі Шиворово на річці Гусь почали будівництво заводу кришталю. З-під Можайська було переведено майстрів. В 1759 році купці пускають свій другий завод — Нікулінський. Після смерті Якима Мальцова заводи переходять до його вдови. За 20 років Марія Мальцова збудувала ще 4 скляних заводи та 1 цементний. Після її смерті підприємства переходять до молодшого сина, але старший викуповує їх, крім того засновує нові. В 1823 році після смерті Сергія Мальцова всі підприємства (а це заводи у Владимирській, Рязанській, Орловській, Калузькій та Смоленській губерніях) повертаються в управління молодшого брата — Івана. З 1831 року на заводах почали впроваджувати нові технології, того ж року гусевський кришталь отримав «Малу золоту медаль» на II Всеросійській виставці мануфактурних виробів в Москві. В 1833 році кришталь виграє в Санкт-Петербурзі «Велику золоту медаль». 1835 року Іван Мальцов, будучи в Празі, купує рецепти виробництва богемського скла і запускає його виробництво на своїх заводах. В 1844 році в місті збудовано бавовняну фабрику, сировина для якої закуповувалась в США, а устаткування було англійське. Бавовняні вироби в 1870 році на Всеросійській виставці отримали срібну медаль, а в 1882 році — золоту.
1880 року, після смерті Івана Мальцова, всі підприємства переходять до його племінника Ю. С. Нечаєва-Мальцова. За його управління гусевський завод виробляв 1/4 всього скла, в 1884 році на ньому працювало 744 особи (на бавовняній фабриці в цей час працювало 3,5 тис. осіб). На початку XX століття місто стає важливим індустріальним центром, у ньому проживало 12 тис. осіб. У 1914 році після смерті Нечаєва-Мальцова скляні заводи переходять до графа П. М. Ігнатьєва. В 1918 році підприємства були націоналізовані.
25 лютого 1919 року Гусь-Хрустальний отримав статус міста, але через відсутність адміністративного апарату невдовзі його було понижено до статусу смт. 23 серпня 1926 року селище стає центром новоутвореного Гусівського повіту, з 10 червня 1929 року — Гусівського району. 20 листопада 1931 року Гусь-Хрустальний отримав статус міста в складі Івановської області. В часи Другої Світової війни в місті діяли 5 шпиталів, підприємства переведені на виробництво товарів для війни.
Гусевський завод кришталю був найбільшим російським підприємством в цій галузі. Однак на початку 2010-х років завод був закритий. Знову відновлено виробництво в кінці 2013 року. При цьому на заводі працює трохи більше 200 осіб, у той час як раніше було близько 5000. А виробництво розраховане на ексклюзивну продукцію. В 1996 році місто отримало приз «Золотий Меркурій» за збереження історико-архітектурного вигляду міста. Було створено музей кришталю.
У грудні 2013 року в Гусь-Хрустальному пройшов пікет на підтримку Євромайдану[неавторитетне джерело]

## Населення
| 1859    | 1885    | 1897    | 1920    | 1923    | 1926    | 1931    |
| ------- | ------- | ------- | ------- | ------- | ------- | ------- |
| 3282    | ↗6229   | ↗11 981 | ↘9971   | ↗12 191 | ↗17 910 | ↗25 500 |
| 1939    | 1959    | 1970    | 1973    | 1976    | 1979    | 1982    |
| ↗40 225 | ↗54 158 | ↗64 516 | ↗67 000 | ↗69 000 | ↗71 598 | ↗73 000 |
| 1986    | 1987    | 1989    | 1996    | 1998    | 2000    | 2001    |
| ↗75 000 | ↗76 000 | ↗76 360 | ↘75 900 | ↘74 800 | ↘73 400 | ↘72 300 |
| 2002    | 2003    | 2005    | 2008    | 2009    | 2010    | 2011    |
| ↘67 121 | ↘67 100 | ↘64 900 | ↘61 900 | ↘61 013 | ↘60 784 | ↗60 800 |
| 2012    | 2013    | 2014    | 2015    | 2016    | 2017    | 2018    |
| ↘59 653 | ↘58 571 | ↘57 616 | ↘56 676 | ↘55 973 | ↘55 421 | ↘54 533 |

## Культура і освіта
У місті відкриті 13 шкіл, православна гімназія, 22 садочки, школа-садок, будинок дитини, дитячий притулок, 4 ПТУ, 
 скляний коледж, школа мистецтв, спортивна школа, філіали Володимирських державного університету та інституту економіки й права, дитячий центр «Исток», клуб «Поиск».
Працює 2 бібліотеки, музей кришталю імені Мальцових, Палац культури «Хрустальный», клуб «Вулкан», кіноцентр «Алмаз». Для туристів збудовано готелі — «Мещёрские зори», «Wolves house», «Баринова Роща», «Усадьба Мещёрская». Виходять газети «Гусевские вести», «Центральный регион», «Афиша», «The crystal ЖАНР», а також ведуть мовлення місцеві телеканали «Центральный регион» та «Хрустальный город».

## Економіка
В місті працюють ВАТ, які спеціалізуються на виробництві скляних виробів — «Гусевське скловолокно», «Гусевський скляний завод», «Склохолдинг», «Гусевський скляний завод імені Дзержинського», дослідний скляний завод. Крім цього діють завод «Армагус», ВАТ «Ветпрепарати», цегляний, молочний, хлібний заводи, м'ясокомбінат та текстильний комбінат.

## Транспорт
Через місто проходить автодорога Р73 Владимир-Тума, яка сполучає з Владимиром, Москвою, Касимовим та Курловим. В самому місті діють 9 автобусних маршрутів, є залізнична станція на залізниці Владимир-Тума. В Гусь-Хрустальний заходить газопровід Владимир-Великодворський.

## Спорт
В обласних і районних змаганнях виступають футбольні клуби «Енерґія», «ГХТТ-Мучачос» і «Грань». У чоловічому і жіночому чемпіонатах області виступає баскетбольний клуб «Хрустальщик». У жіночому чемпіонаті області Гусь-Хрустальний представляють «Афиша» і «Гусевчанка», у чоловічому — «Дзержинец», у хокеї — «Химик».
Команда «Гусь-Хрустальный-1» (Микита Романов — Денис Рибкін) є триразовим чемпіонами області, учасниками чемпіонатів ЦФО та Росії з пляжного волейболу. У Гусь-Хрустальному базується володар жіночого кубка Росії з мікрофутзалу ФК «Іскра».
У місті є три стадіони: ФК «Грань» (колишній «Труд»), «Центральний» (колишній «Текстильщик») і «Енерґія». Також ДЮСШ з легкої атлетики та спортивний комплекс імені А. В. Паушкіна.

## Видатні місця
- Собор Святого великомученика Георгія (1904) — архітектор Л. М. Бенуа, розписи В. М. Васнецова, нині в соборі знаходиться музей кришталю
- Міське водосховище
- Пам'ятники Леніну, Акиму Мальцову, Невідомому солдату, Вічний вогонь

## Цікаві факти
У 2016 році в Ужгороді знайшли склянки з написом «Слава Україні», виготовлені на Дослідному склозаводі Гусь-Хрустального